# Lennartsfors (Unternehmen)
Lennartsfors AB ist ein schwedischer Hersteller von Holzbearbeitungsmaschinen und Mopeds.

## Unternehmensgeschichte
Lennartsfors AB entstand am 1. Januar 2013 aus der Fusion der bisherigen Lennersfors AB mit der Firma Norsjö Moped AB.

### Lennartsfors AB
Lennartsfors wurde nach Lennart Uggla benannt, der 1839 in Ränken oder später Ränkesed genannten Ort eine Eisenhütte gründete. Die Eisenhütte hatte eine große Produktionspalette mit verschiedenen Erzeugnissen und baute unter anderem Boote. Die Fabrik wurde 1877 geschlossen. 1886 entstand eine Fabrik für Zellstoff, die sich zu einem der größten Betriebe Schwedens entwickelte. Als die Exporte während des Zweiten Weltkrieges gestoppt wurden, hatte das Werk keine Zukunft. So wurde 1947 in dem Betrieb die AB Lennartsfors Mekaniska Verkstad gegründet.
Heute fertigt das Unternehmen Holzbearbeitungsmaschinen sowie seit 2007 die Mopeds der vormaligen Firma Norsjö Moped AB.

### Norsjö Mekaniska Verkstads AB
Manasse Larsson gründete 1951 in Norsjö das Unternehmen, das Lastenmopeds baute. 1955 erfolgte der Umzug nach Forshaga. 1959 begann die Produktion des Mopedautos Shopper, die 1994 wieder eingestellt wurde. 1964 hatte die Firma 35 Angestellte und fertigte 50 Mopeds pro Woche. Später wurde die Firma in Norsjö Moped AB umbenannt. Seit 2003 stellt die Firma das Lastenmoped Norsjö Carrier mit Viertaktmotor und mit elektrischem Antrieb her. Die Elektrovariante liefert das Unternehmen unter anderem mit geschlossenem Kastenaufbau für PostNord Sverige.

## Fahrzeuge

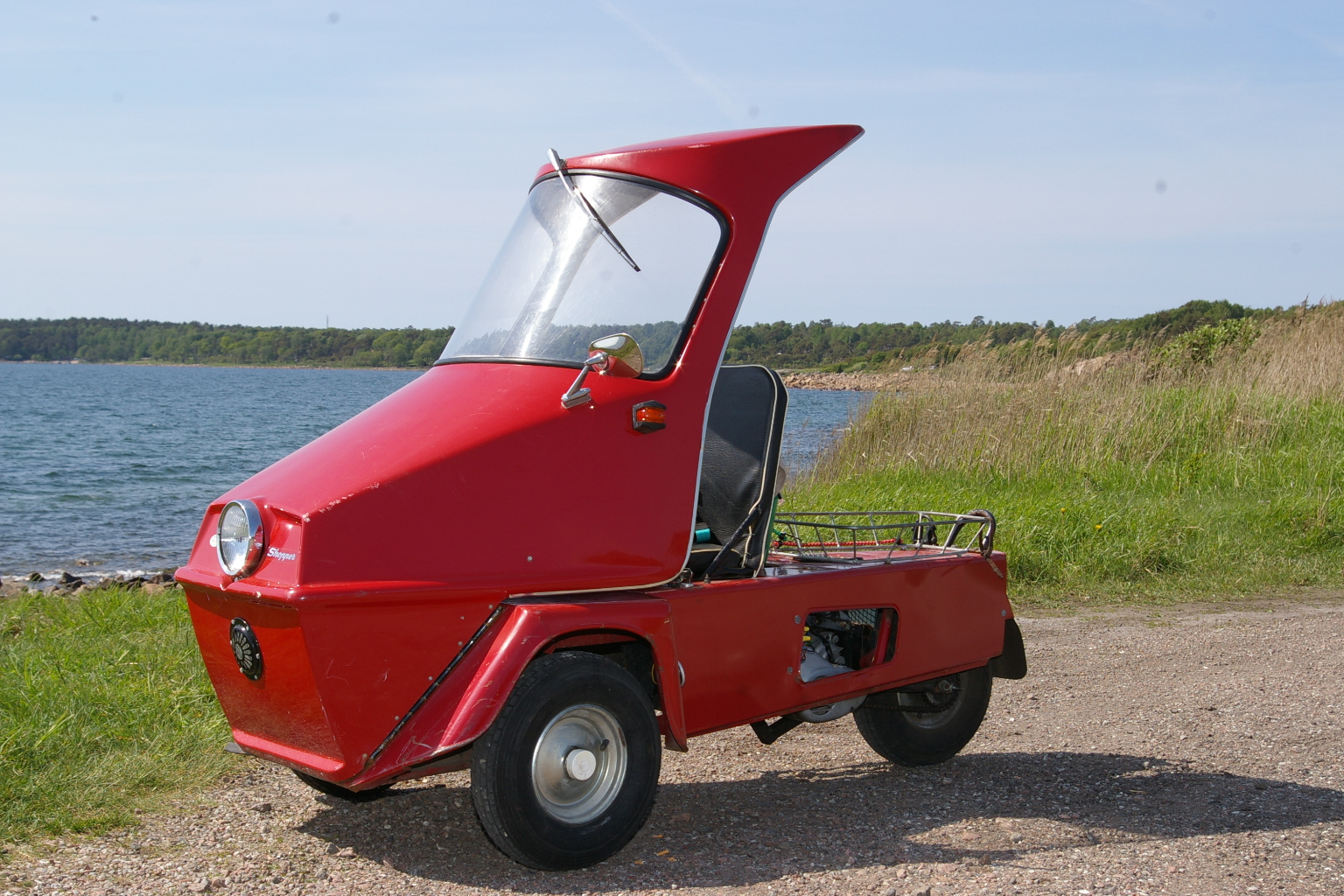
Norsjö Shopper

Das erste Modell Shopper, auch Partner genannt, war ein Dreirad, bei dem sich das einzelne Rad hinten befand. Der Kleinstwagen bot nur Platz für eine Person. Die Karosserie bestand aus Kunststoff und bot nur wenig Wetterschutz. Die Fahrzeuglänge betrug 216 cm und die Fahrzeugbreite 93 cm. Der Motor war im Heck montiert und verfügte über 50 cm³ Hubraum. Neuere Modelle sind auch mit Elektromotor verfügbar.